# Jamie Donaldson

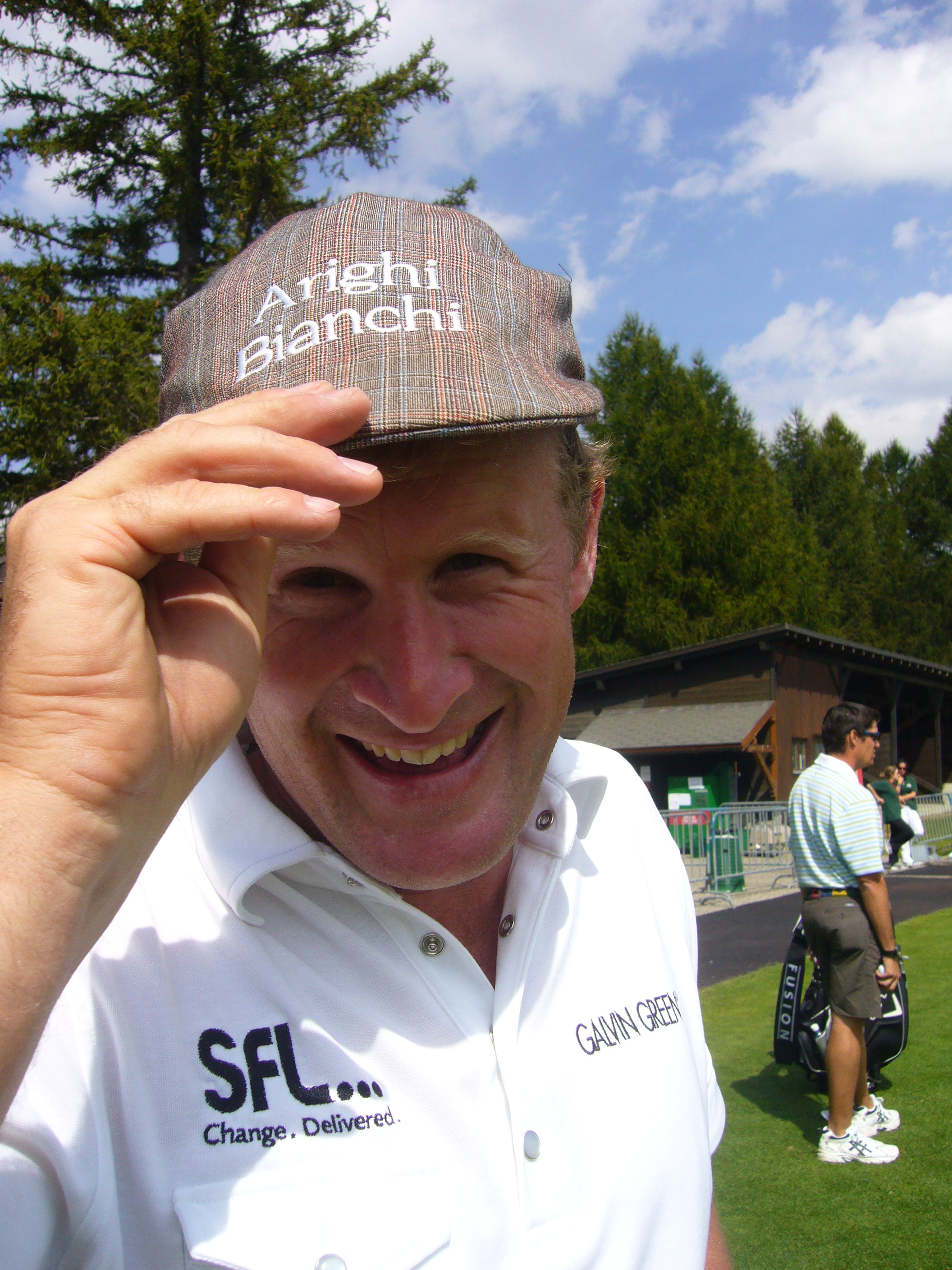
Zwitsers Open, Crans 2008

James Ross Donaldson (Pontypridd, 19 oktober 1975) is een golfprofessional uit Wales.

## Amateur
Als amateur wint Donaldson het Welsh Amateur in 1997 en het Nationaal Open in 2000.

## Professional
Als hij in 2000 professional wordt, lukt het niet direct om zijn tourkaart voor de Europese Tour te halen, dus hij belandt bij de Challenge Tour (CT). Daar wint hij in 2001 het Russisch Open en de Telia Grand Prix en eindigt als nummer 2 op de Order of Merit (OoM). Omdat zijn prestaties opvallen wordt hij zeven maal op de Europese Tour uitgenodigd waarbij hij vijf maal de cut haalt en tweemaal in de top-10 eindigt. Hij eindigt in de top-100 van de Europese Tour.
In 2002 mag hij naar de Europese Tour, waar hij een aantal jaar zijn kaart behoudt. Zijn hoogste plaats op de OoM is nummer 58 in 2003. Dan krijgt hij last van zijn rug. Eind 2006 gaat hij weer naar de Tourschool.
In 2007 speelt hij weer op de Challenge Tour, waar hij dat jaar het Open van Guatemala wint en op de 4de plaats van de OoM eindigt. In 2008 speelt hij weer op de Europese Tour, eindigt in de top-100 en houdt zijn kaart.
In 2009 speelt hij het KLM Open op de Kennemer, waar hij zaterdagavond op de gedeeld 4de plaats staat.

### Gewonnen
Challenge Tour
- 2001: Russian Open, Telia Grand Prix
- 2007: Abierto Telefonica de Guatemala

Europese Tour
- 2012: Iers Open
- 2013: Abu Dhabi Golfkampioenschap

Elders
- 2008: Mauritius Golf Open

### Teams
- World Cup: 2009, 2011

- Vivendi Trophy: 2011